# Josep Joaquim Landerer i Climent
Josep Joaquim Landerer i Climent (València, 1841 - Tortosa, 1922) fou un geòleg, astrònom i autor de nombrosos estudis geològics i astronòmics (especialment de Júpiter i els seus satèl·lits).

## Biografia
Fill de pare suís i mare valenciana, des de molt jove va sentir una disposició natural vers l'astronomia i la geologia, disciplines que va conrear durant tota la seua vida, tot i que mai va cursar una carrera oficial, ja que només era titular d'un grau de batxiller en ciències per la Universitat de València. El 1867 es va casar amb Dolores de Córdoba, filla d'un terratinent, i de llavors ençà va poder disposar de prou recursos econòmics per a dedicar-se als seus gustos intel·lectuals. Força catòlic, de formació autodidacta i defensor d'un pensament creacionista (oposat al darwinisme), va evolucionar cap a postures transformistes o transmutadores de les espècies (una teoria biològica que explica l'aparició de les diverses espècies a partir de transformacions successives) com és palès en aquest fragment del capítol tercer (De las causas que han presidido en la aparición y desaparición de las faunas) del seu llibre Principios de Geología y Paleontología:
| « | "Els exemples són tan nombrosos i les observacions tan minucioses i tan exactes, que ja no és possible, sense mancar al criteri que serveix de norma en la ciència, i fins i tot al simple bon sentit, deixar de subscriure la idea que un gran nombre d'espècies procedeixen, per via de transformació, o evolució lenta i gradual de les espècies que les han precedit. Aquesta idea s'imposa imperiosament a l'esperit despreocupat, la finalitat del qual és la investigació de la veritat natural. Com més s'eixampla l'horitzó dels coneixements geològics i paleontològics amb l'estudi distès i assidu de la comparació de faunes, de la determinació d'espècies fòssils, de les condicions biològiques a que han estat sotmeses, en una paraula, com més vigor de raonament adquireix la intel·ligència, tant més racional apareix la doctrina expressada" | » |

Va suplir la manca de mitjans pròpia d'un particular per una constància i meticulositat notables, va dominar diversos idiomes i va ésser un dels primers ciutadans de l'Estat espanyol del seu temps que va poder publicar en revistes estrangeres: els seus primers articles van aparèixer a Les Mondes de l'abat Moigno i fou també autor de més de vint notes als Comptes rendus de l'Académie des sciences de París. A la capital francesa va freqüentar els ambients del naturalista Gustave Frédéric Dollfus, dels astrònoms Camille Flammarion i Pierre Jules César Janssen. A Espanya es relacionà amb Juan Vilanova y Piera (catedràtic de Geologia i Paleontologia de la Universitat de Madrid), Josep Comas i Solà (director de l'Observatori Fabra de Barcelona), Ignasi Tarazona i Blanch (catedràtic de Cosmografia i Física del Globus a les universitats de Barcelona i València) i amb els directors d'alguns observatoris astronòmics espanyols: Tomás de Azcárate, León Herrero, el jesuïta Ricard Cirera, etc.
Va sentir també una certa afició cap a la meteorologia i, especialment, la predicció de l'oratge. Pel que fa a la geologia, va conèixer molt bé els sòls del Maestrat i les seues aportacions són fonamentals per a conèixer l'estratigrafia del Cretaci a la zona esmentada: per exemple, va denominar sòl tenèncic a una classe de formació estratigràfica típica d'aquella comarca, amb característiques marcades tant des del punt de vista petrogràfic com paleontològic.
La seua afecció als fòssils, que dibuixava amb un estil singular, el va portar a publicar una monografia sobre l'entorn de Tortosa, en la qual en figuraven 31 espècies noves. L'obra de Landerer Principios de Geología y Paleontología va tenir una acollida excel·lent i fou reeditada en diverses ocasions. Jaume Almera i Comas es va iniciar en la geologia amb els treballs de camp que va realitzar amb Landerer.

## Obres destacades
- Monografía paleontológica del piso áptico de Tortosa, Chert y Benifazá (1872)[11]
- Explicación del cuadro sinóptico de los terrenos primitivos (1873)
- El piso Tenéncico o Urgo-Áptico y su fauna (1874)[6]
- La región oriental de España en la época miocena (1877)[11]
- Principios de Geología y Paleontología (1878)[6]
- Ensayo de una descripción del piso Tenéncico (1878)
- Estudio geológico de la región comprendida entre Tortosa y Castellón (1920)[11]
- Las revoluciones del globo lunar
- Estudios sobre el sistema de los satélites de Júpiter
- ¿Vivimos en la época cretácea?[12]